# رؤية قطر الوطنية 2030
رؤية قطر الوطنية 2030 (بالإنجليزية: Qatar National Vision 2030)‏ هي خطة تنموية أطلقتها الأمانة العامة للتخطيط التنموي في دولة قطر في أكتوبر 2008. تهدف رؤية قطر الوطنية 2030 إلى «تحويل قطر إلى مجتمع متقدم قادر على تحقيق التنمية المستدامة» بحلول عام 2030. وتنقسم أهداف الخطة التنموية إلى أربع ركائز أساسية: التنمية الاقتصادية والاجتماعية والبشرية والبيئية. تسعى حكومة قطر إلى تحقيق أهداف التنمية من خلال تطوير إطار بيروقراطي قوي وتنفيذ استراتيجيات لمواجهة التحديات الواردة في تقارير التنمية البشرية.

## تاريخ التنمية
صممت استراتيجيات رؤية قطر الوطنية 2030 لمواجهة التحديات الواردة في تقارير التنمية البشرية السابقة الصادرة عن الأمانة العامة للتخطيط التنموي. تم إعداد تقرير التنمية البشرية الأول في عام 2006؛ وسلطت الضوء على التحديات والعقبات المحتملة التي يمكن أن تعصف بالبلاد إذا تركت بلا هوادة. تراوحت التحديات من اختلال التوازن الديموغرافي طويل الأمد إلى فقدان التراث الثقافي. وبالتالي سيكون هذا التقرير بمثابة الأساس لاستراتيجية التنمية الوطنية 2010-2015.
في يوليو 2008، نشرت الحكومة القطرية مخططًا رسميًا لرؤية قطر الوطنية 2030. وأعلنت الأمانة العامة للتخطيط التنموي في نفس الشهر أنها ستصدر تقريرًا آخر عن التنمية البشرية. تم إطلاق رؤية قطر الوطنية 2030 رسميًا في أكتوبر 2008. وتم نشر تقرير التنمية البشرية الثاني في يوليو 2009، وتقرير ثالث في عام 2012، يركز الأخير على السكان الشباب في البلاد. يمكن مقارنة أهداف رؤية قطر الوطنية 2030 بخطط التنمية الأخرى في الشرق الأوسط، انظر على سبيل المثال رؤية مصر 2030، رؤية الكويت 2035، والرؤية السعودية 2030، ورؤية الإمارات العربية المتحدة 2021.

## الشعار
يتميز شعار رؤية قطر الوطنية 2030 بحدود خضراء بخط أخضر وكستنائي وشكل عين في المنتصف. يهدف التصميم إلى تمثيل الثقافة القطرية.

## ركائز التنمية
تُقسِّم رؤية قطر الوطنية 2030 كل مجموعة من التحديات والحلول إلى واحدة من فئات التنمية الأربع التالية والتي تُعرف باسم «الركائز الأربع»: الاقتصادية والاجتماعية والبشرية والبيئية.

### التنمية الاقتصادية
تتكون إستراتيجية التنمية الاقتصادية في رؤية قطر الوطنية 2030 من ضمان الإدارة الفعالة للاقتصاد الوطني، واتخاذ نهج مسؤول تجاه إدارة الموارد الطبيعية والعمل على تطوير اقتصاد قائم على المعرفة. يعتبر عدد الوافدين الكبير في قطر عقبة في طريق التنمية الاقتصادية، حيث يخلق هذا الاعتماد على غير المواطنين.

### التنمية الاجتماعية
تهدف دولة قطر إلى تحقيق التنمية الاجتماعية على المستوى الوطني من خلال تشجيع تبني الفلسفة الإسلامية والقيم الإنسانية. كما تنفذ الحكومة برامج اجتماعية لخلق شعور بالانتماء للمجتمع. وتشمل المبادرات الأخرى التي اتخذتها الحكومة الترويج للرياضة كنشاط بدني، وتعزيز التراث الثقافي للبلاد، وتشجيع التماسك الأسري. يُنظر إلى التوسع السكاني السريع على أنه تهديد للتنمية الاجتماعية بسبب عدم تطوير البنية التحتية لدولة قطر بما يكفي لتلبية الطلبات المتزايدة.

### التنمية البشرية
من أجل تعزيز قوة عاملة وطنية تتمتع بالصحة والقدرة، تعطي رؤية قطر الوطنية 2030 الأولوية للتنمية البشرية. يعد تحسين التعليم والرعاية الصحية وزيادة الوعي الثقافي وفرص العمل للمواطنين حجر الزاوية في إستراتيجية التنمية البشرية للرؤية. يتم التركيز بشكل كبير على فئة الشباب في هذا الصدد. تم توضيح المعدل المنخفض للانضمام القطريين إلى القوى العاملة باعتباره تحديًا رئيسيًا للتنمية البشرية.

### التنمية البيئية
تحدد الرؤية العديد من التحديات المتميزة التي تواجه بيئة قطر، والتي تشمل النمو السكاني السريع، وزيادة تلوث الهواء، وإلحاق الضرر بالموائل الطبيعية. كانت إحدى الطرق التي استخدمتها قطر سابقًا لمعالجة القضايا البيئية هي الحصول على تكنولوجيا أكثر تقدمًا. تدعي التقارير الحكومية أن أحجام كثافة حرق الطاقة المنتجة قد تم خفضها إلى النصف تقريبًا من عام 2008 إلى عام 2012 بسبب اعتماد التكنولوجيا الجديدة. وتشمل الاستراتيجيات الأخرى المستخدمة لتعزيز التنمية البيئية إجراء حملات توعية بيئية وتعزيز النمو الحضري المستدام.

## المبادرات
التقطير مبادرة حكومية تهدف إلى زيادة عدد المواطنين القطريين العاملين في القطاعين العام والخاص. الهدف الذي حددته الحكومة هو 50٪ من القوى العاملة في قطاع الصناعة والطاقة. يعتبر التقطير عاملاً حاسماً في ركيزة التنمية البشرية حيث يساهم في توظيف المواطنين القطريين ، وهو أحد الأهداف الأساسية للركيزة. ونتيجة لذلك ، سعت الحكومة إلى تسريع تنفيذها منذ إطلاق رؤية قطر الوطنية 2030.

## إستراتيجية التنمية الوطنية 2011-2016
تم إعداد إستراتيجية التنمية الوطنية 2011-2016 كخطة تطوير تكميلية لرؤية قطر الوطنية 2030 في مارس 2011. وهي تحدد استراتيجيات التنمية التي يجب أن تستخدمها الوزارات الحكومية في ستة عشر قطاعًا مختلفًا من 2011 إلى 2016 من أجل ضمان ذلك. إنهم يعملون نحو رؤية قطر الوطنية 2030 بطريقة فعالة

## وصلات خارجية
الموقع الرسمي